# Mouftaou Adoun
 (février 2010).
Si vous disposez d'ouvrages ou d'articles de référence ou si vous connaissez des sites web de qualité traitant du thème abordé ici, merci de compléter l'article en donnant les références utiles à sa vérifiabilité et en les liant à la section « Notes et références ».
Adoun Mouftaou (né le 10 avril 199) est un footballeur international béninois évoluant au poste d'arrière droit. Avec l'équipe du Bénin, il est sélectionné pour la Coupe d'Afrique des nations en 2010. Il évolue actuellement à l’ASPAC en D1 béninoise.

## Formation
Adoun a été formé au centre de formation de Tanéka dans le nord du Bénin. Il joue au poste d'arrière droit. 
En 2008, il signe à l'Association sportive du Port Autonome de Cotonou (Aspac), fraichement promu en première division béninoise. Il sera même nommé capitaine de l’équipe. Régulièrement titulaire, il réalise une bonne saison, son club se maintient, mais gagne deux coupes, à savoir : la coupe du Bénin et la coupe de l’Indépendance. 
En 2009, Alain Gaspoz est nommé à la tête de l’équipe, Adoun devient vice-capitaine derrière Fanou Vincent nommé nouveau capitaine.
Après de la Can Angola 2010, Adoun s'exile en Cote d'Ivoire.Il va ensuite effectuer courant Mars 2010 un essai concluant dans le club de Sturm Graz en première division en Autriche.

## Carrière internationale
Adoun est convoqué pour la première en équipe nationale chez les juniors. Il participe aux éliminatoires de la coupe d’Afrique juniors Rwanda 2009. Le Bénin a éliminé le Maroc mais n’a pas pu battre le Mali au tour suivant pour se qualifier. Adoun a participé à ces éliminatoires en tant que titulaire à tous ces matchs. 
En septembre 2009, contre toute attente, Michel Dussuyer le convoque en équipe nationale A pour disputer la rencontre contre le Mali comptant pour les  éliminatoires 2010. Adoun fera son entrée contre les Aigles en remplacement de Singbo, blessé à la 27e. Adoun réalise un bon match et convainc tout le public sur son talent. Il reste logiquement dans les papiers de Dussuyer et sera sélectionné pour la Can Angola 2010, mais il ne jouera aucun match au cours de la compétition.
En novembre 2009, il est sélectionné en équipe nationale locale pour disputer le tournoi de l’UEMOA 2009 à Cotonou. Fort de son expérience par rapport au reste de l’équipe, Adoun débute mal en marquant contre son camp lors du match d’ouverture contre le Togo. Le Bénin s’incline un à zéro. Malgré cet incident, Fortuné Glèlè lui confie le brassard pendant deux matchs. Adoun est resté titulaire et réalise un bon tournoi, où il tape dans l’œil de plusieurs recruteurs malgré son petit gabarit.

## Style de jeu
Adoun est un joueur qui possède un petit gabarit (1,63 m), mais il possède une bonne vision de jeu. Il a également une excellente qualité athlétique solide défenseur, mais il est surtout reconnu pour son calme et ses montées régulières dans son couloir.